# Ludwig Uhland

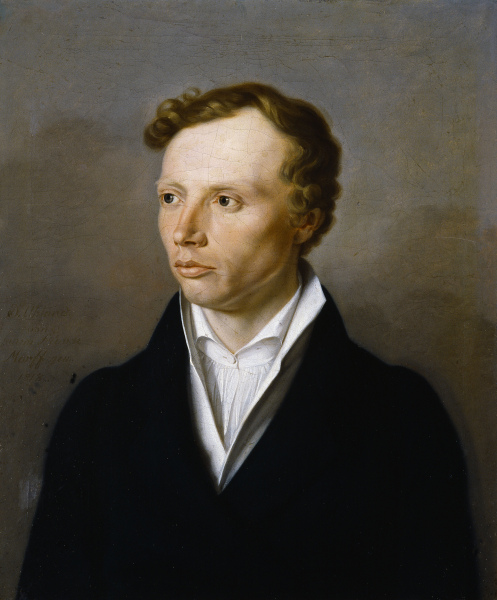
Porträt von Ludwig Uhland, nach einem Gemälde von Gottlob Wilhelm Morff, Öl auf Leinwand, um 1818. Uhlands Unterschrift:

Johann Ludwig „Louis“ Uhland (* 26. April 1787 in Tübingen; † 13. November 1862 ebenda) war ein deutscher Dichter, Literaturwissenschaftler, Jurist und Politiker. Er hat bedeutende Beiträge zur Mediävistik, der Erforschung des Mittelalters, geleistet und war Abgeordneter im ersten gesamtdeutschen Parlament, der Frankfurter Nationalversammlung.

## Leben

### Herkunft und Jugend

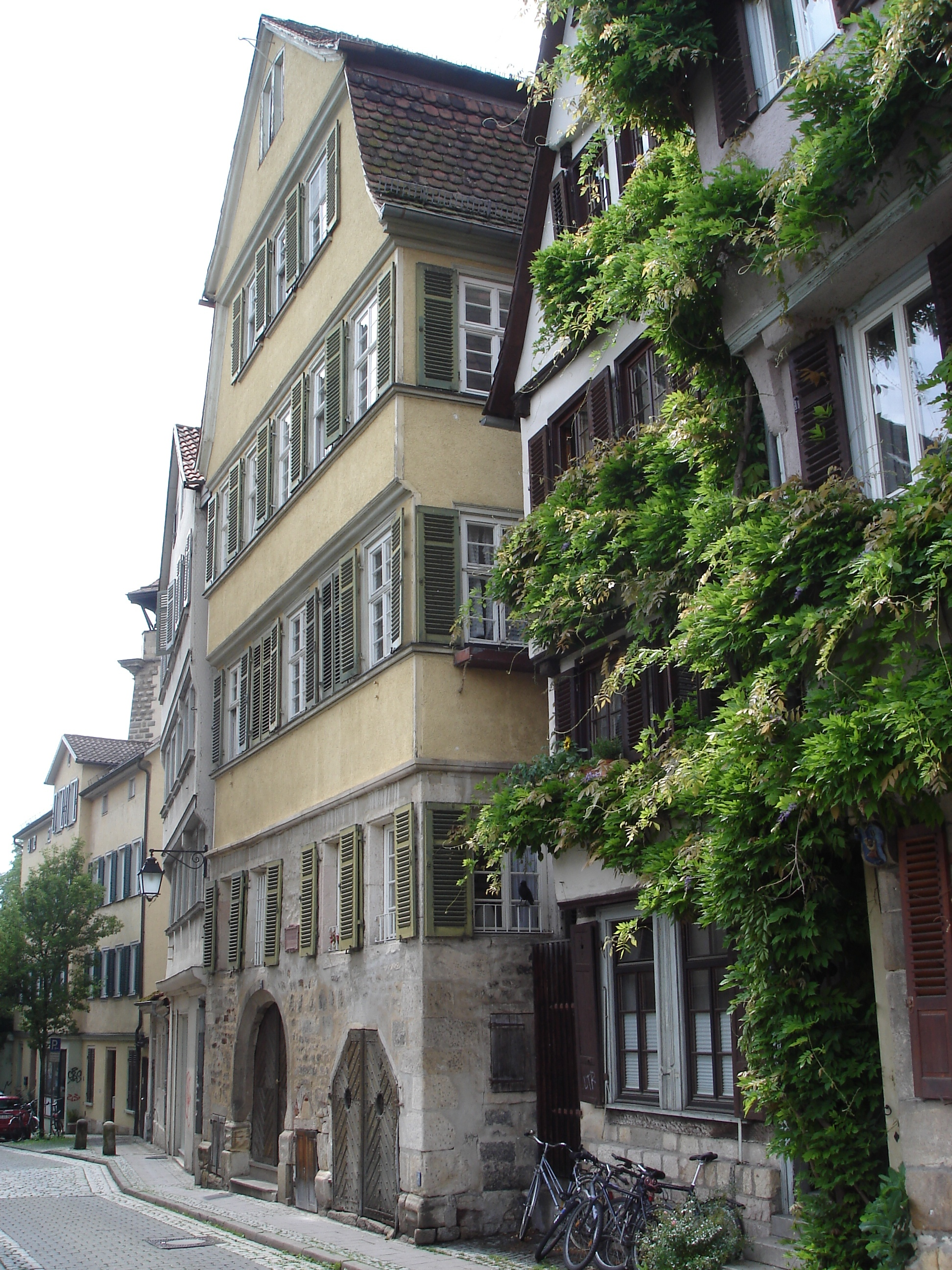
Ludwig Uhlands Geburtshaus, das stattliche Fachwerkhaus Neckarhalde 24, in Tübingen

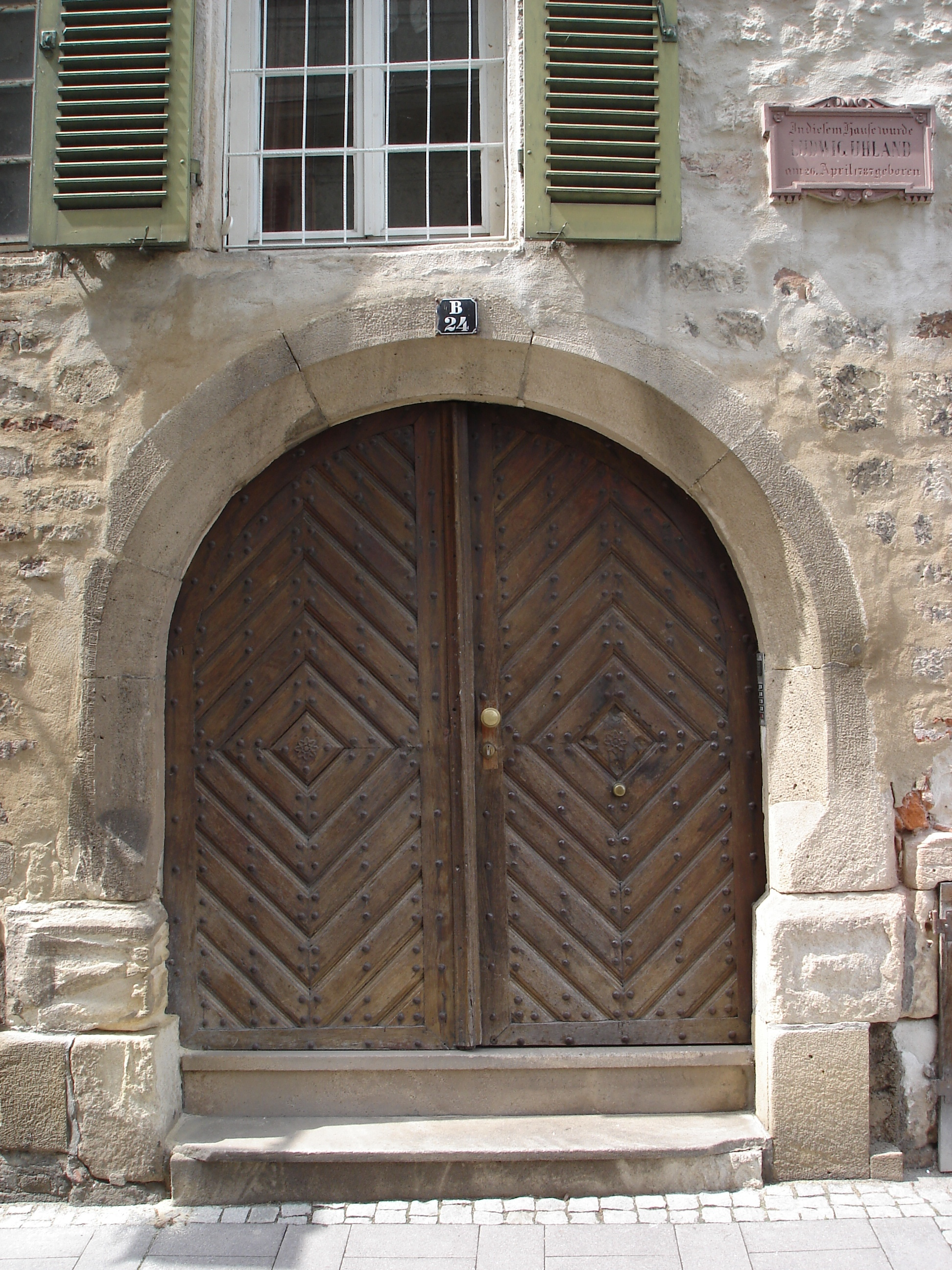
Eingangstür zum Geburtshaus mit Gedenktafel

Johann Ludwig Uhland wurde in Tübingen im Herzogtum Württemberg geboren. Der Stammbaum der Gelehrtenfamilie Uhland lässt sich bis ins 16. Jahrhundert nachweisen. Seit 1720 lebte die Familie Uhland in Tübingen (zuvor in Kleingartach). Ludwig Uhlands Großvater Ludwig Joseph Uhland (1722–1803) wirkte als Diakon in Marbach. 1761 erhielt er einen Ruf an die Eberhard Karls Universität Tübingen auf den Lehrstuhl für Geschichte, ab 1776 bekleidete er dort den Lehrstuhl für Theologie. Uhlands Vater Johann Friedrich Uhland (1756–1831) war Licentiat beider Rechte, Hofgerichtsadvokat und seit 1783 Universitätssekretär in Tübingen. Die Mutter Uhlands hieß Elisabeth geb. Hoser (1760–1831). Uhland gehörte demnach von Haus aus zu einer „altwürttembergischen Familie von bürgerlich-gelehrtem Zuschnitt“.
Ludwig Uhland hatte drei Geschwister; sein ältester Bruder war bald nach der Geburt verstorben, der zweitälteste, Friedrich, starb im Alter von zehn Jahren an Scharlach. Seine jüngere Schwester Luise (1795–1836) wurde erst nach Friedrichs Tod geboren.
Ludwig Uhland wuchs in Tübingen auf. Sein Geburtshaus in der Tübinger Neckarhalde 24 ist bis heute – denkmalgeschützt mit unveränderter Fassade – der Nachwelt erhalten geblieben. Wenige Monate nach Ludwigs Geburt zog die Familie in das Haus des väterlichen Großvaters in die Hafengasse um. Seit seinem 25. Lebensjahr (1812) wohnte Uhland in Stuttgart. 1831 zog er mit seiner Frau wieder zurück nach Tübingen, wo sie ab 1836 in einem klassizistischen Anwesen wohnten, das nahe der Neckarbrücke unterhalb des Österbergs gelegen war. Dieses Gebäude wurde 1944 im Zweiten Weltkrieg durch einen Bombentreffer zerstört.
Von 1793 bis 1801 besuchte Ludwig Uhland die Schola Anatolica – die damalige Tübinger Lateinschule. Im Sprachunterricht war er begabt und bekam darin im Gegensatz zur Mathematik stets gute Noten.

### Studium und Bildungsreise
1801 erhielt Uhland ein Stipendium für das Tübinger Stift, wo er sich vornehmlich philologischen Themen widmete. 1805 begann er mit dem Studium der Rechtswissenschaften. Der zurückhaltende Student war diszipliniert und eifrig.
Dies änderte sich erst, als 1804 der Medizinstudent Justinus Kerner nach Tübingen kam. Ludwig und er wurden gute Freunde. Zusammen mit anderen Kameraden gingen sie oft auf ausgedehnte Wanderungen. In diesem Zusammenhang entstanden manche Gedichte aus Uhlands Feder, etwa „Die Kapelle“ (1805). Die gleiche Gesinnung und die gemeinsame Richtung des Schreibens verbanden Uhland mit seinen Freunden Gustav Schwab, Justinus Kerner und Karl Mayer, die ebenfalls literarisch tätig waren und den so genannten Schwäbischen Dichterkreis bildeten. Sie alle blieben lebenslang miteinander in Kontakt.

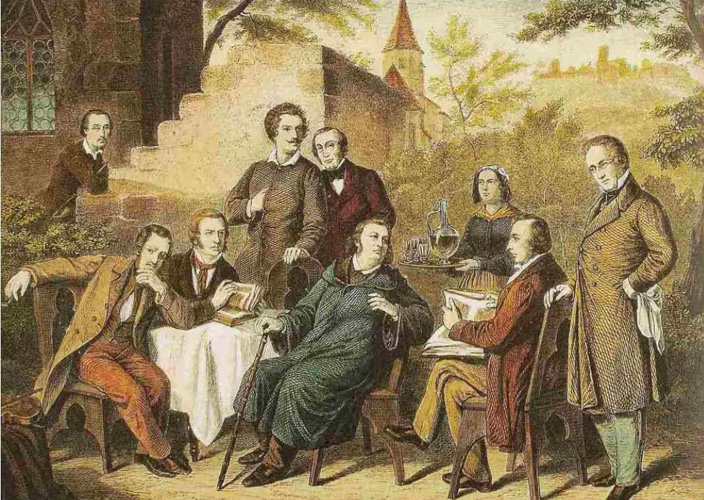
Der Seracher Dichterkreis im Kernerhaus, kolorierter Stich nach einem Ölgemälde von Heinrich von Rustige

1809 versuchte die Habsburgermonarchie, im fünften Koalitionskrieg die französische Vorherrschaft über Deutschland zu beenden. In diesem Zusammenhang kam es auch zur Erhebung der Tiroler, deren Land kurz zuvor von Napoleon an Bayern gegeben worden war. Nur mit Mühe konnte Bayern diesen von Andreas Hofer geführten Aufstand niederschlagen. Eine Zeit lang schien es, als ob auch württembergische Truppen auf der Seite Bayerns in den Kampf hineingezogen werden würden. Damals schrieb Uhland sein Gedicht Der gute Kamerad, das dann auf eine Melodie von Friedrich Silcher (1825) viel gesungen und in späteren Zeiten – bis hin zum Nationalsozialismus – häufig im Sinne des patriotischen Aufbruchs und der Kriegsverherrlichung umgedeutet wurde. Uhlands Text ist weit entfernt von alledem, er handelt – nüchtern und doch bewegend – von Freundestreue und Kriegsschicksal. Ohnehin eignete sich das Ereignis, aus dem das Gedicht hervorging, kaum zu vaterländischer Begeisterung, kämpften hier doch Deutsche gegen Deutsche.
Am 3. April 1810 wurde Uhland zum Doktor der Rechtswissenschaften promoviert. Einen Monat später begab er sich auf eine Bildungsreise nach Paris. Sein Interesse galt dabei französischen und altdeutschen Schriften. Seine schriftlichen Studien betrieb er in der Pariser Nationalbibliothek. Der Hauptzweck der Reise sollte jedoch – aus Sicht des Vaters – das Studium des Code Napoléon, der französischen Rechtsordnung, sein. Hier zeigte sich zum ersten Mal das Aufbegehren Uhlands gegen seinen Vater und gegen die Juristerei, die ihm nicht besonders am Herzen lag. Am 26. Januar 1811 kehrte der Sohn nach Tübingen zurück und eröffnete dort eine Anwaltskanzlei. Gleichzeitig arbeitete er seine Forschungsergebnisse aus, wobei ihm Gustav Schwabs Kenntnisse hilfreich waren.
In dieser Zeit (21. März 1812) entstand auch Uhlands wohl bekanntestes Gedicht „Frühlingsglaube“. Der romantische Charakter dieser Verse und die Wahl seiner lyrischen Themen (Natur, Mittelalter) darf nicht darüber hinwegtäuschen, dass ihr Verfasser nur in eingeschränktem Sinn als Romantiker betrachtet werden kann. Uhlands wortkarge und nüchterne Art schlägt sich auch in seinen Gedichten nieder, die weniger zu Schwärmerei und Gefühlsergüssen neigen als zur knappen, anschaulichen, präzisen Darstellung von Gegebenheiten. Der Ton ist schlicht und unpathetisch, häufig angelehnt an Volkslieder, mit denen der Autor sich auch wissenschaftlich beschäftigt hat; so wird Uhland zum Volksdichter, dessen Gedichtbände immer wieder neu aufgelegt werden und zum Grundbestand des deutschen Bücherschranks im 19. Jahrhundert gehörten.

### Stuttgart: Sprecher der Landstände

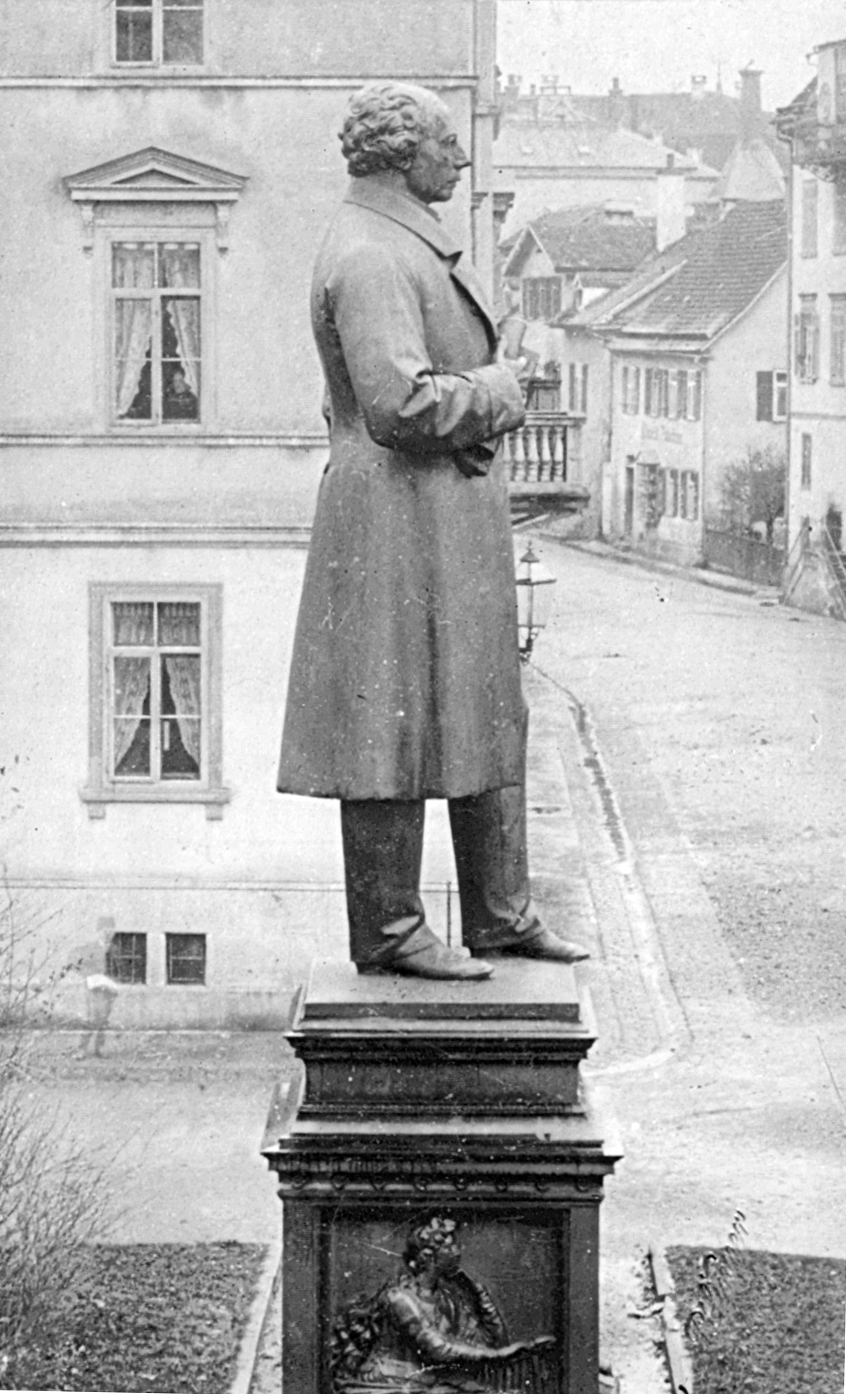
Uhlanddenkmal von Gustav Adolph Kietz in Tübingen. Fotografie von Paul Sinner, um 1900

Ende 1812 schloss Uhland seine Kanzlei in Tübingen und zog nach Stuttgart. Er erhielt eine Anstellung als zweiter Sekretär des württembergischen Justizministers, aber diese Stelle war unbesoldet, sie konnte allenfalls als Sprungbrett für eine anschließende Karriere betrachtet werden. Emilie Uhland zitiert hierzu in der Biographie ihres Gatten einen Brief des Freundes Karl Roser, der Uhland als „Olof“ anredet und ihm anbietet, mit Geld auszuhelfen:

„Deinen Brief, lieber Olof, habe ich heute noch glücklich angebracht, als eben die Pferde schon am Wagen waren, und wenn Du nun heute wirklich nach Tübingen reisest, so wünsche ich Dir von Herzen glückliche Reise; aber komme bald wieder und bleib dann hier bei uns. Du bekommst gewiß, spätestens in Jahresfrist, so viele Geschäfte, daß Du bequem von ihrem Ertrage leben kannst. Bis es soweit ist, wirst Du natürlich anfangs etwas zusetzen müssen, aber auch dieses wird das reichlichere Einkommen einiger späteren Jahre Dir sicher ersetzen, und wenn Du auf so lange, bis diese Zeit eingetreten ist, einen Vorschuß von zwei- bis dreihundert Gulden von mir annehmen wolltest, so würde ich dies als wahren Beweis Deiner Freundschaft ansehen. Du würdest mir diesen Vorschuß wieder erstatten nach wie vielen Jahren und auf welche Weise, als es Dir gerade nach den eintretenden Umständen recht wäre. Und Du kannst dieses Anerbieten um so unbedenklicher annehmen, als es für mich gar keine Entbehrung zur Folge hat, als es nicht einmal ein Geschenk, sondern ein bloßer Vorschuß ist, wovon es sich handelt, und als ja dieser Vorschlag gemacht wird von Deinem aufrichtigen, treuen Freund K. Roser“

Mit Datum 11. Mai 1814 notiert sie, dass Uhland die Anstellung quittiert und diesen Entschluss zuvor mit seinen Eltern besprochen habe:

„Nach einem Besuche bei den Eltern erklärte Uhland mit ihrer Beistimmung seinen Austritt aus der bisher versehenen Stelle. Der Minister wollte ihn zwar bestimmen noch eine Zeit lang zu bleiben, nur noch 4 bis 6 Wochen, aber Uhland äußerte seinen festen Entschluß: nicht länger mehr zuwarten zu wollen, und erhielt dann die verlangte Entlassung ohne irgend eine Anerkennung der geleisteten Dienste. Der Minister scheint seine Weigerung, länger auszuharren, empfindlich aufgenommen zu haben.“

Im September 1813 bekam Ludwig Uhland eine lang ersehnte Einladung zur Schattengesellschaft, einem Zusammenschluss von Universitätsstudenten, an deren Treffen und Diskussionen er von nun an regelmäßig teilnahm.
Am 15. Dezember 1814 erwähnt Uhland in seinem Tagebuch zum ersten Mal Emilie Vischer aus Calw, die seine spätere Ehefrau werden sollte. Im selben Jahr entstand auch eine der bekanntesten Balladen Uhlands: „Schwäbische Kunde“, die inspiriert durch das historische Ereignis des Dritten Kreuzzuges, an dem Kaiser Friedrich I., auch genannt Kaiser Barbarossa, teilnahm, und bei dessen Unterfangen Kaiser Barbarossa ertrank.
In der napoleonischen Zeit war Württemberg durch den Anschluss umliegender Gebiete vor allem im Süden, in der Region zwischen Donau und Schweizer Grenze, erheblich vergrößert worden; Fläche und Bevölkerungszahl hatten sich glatt verdoppelt. In diesem Zusammenhang hatte der Herzog 1806 die alte landständische Verfassung, die auf der Mitwirkung von Bürgertum und Kirche an der Landespolitik beruhte, außer Kraft gesetzt. Dies war nicht gegen das Recht, da die ausgedehnten neuen Ländereien außerhalb dieser Verfassung standen; um eine möglichst effektive Eingliederung in das alte Württemberg zu ermöglichen, mussten neue Regelungen ausgearbeitet werden. Das bisherige Herzogtum wurde nach Ende des Reichs auf Weisung Napoleons zum Königreich erhoben.

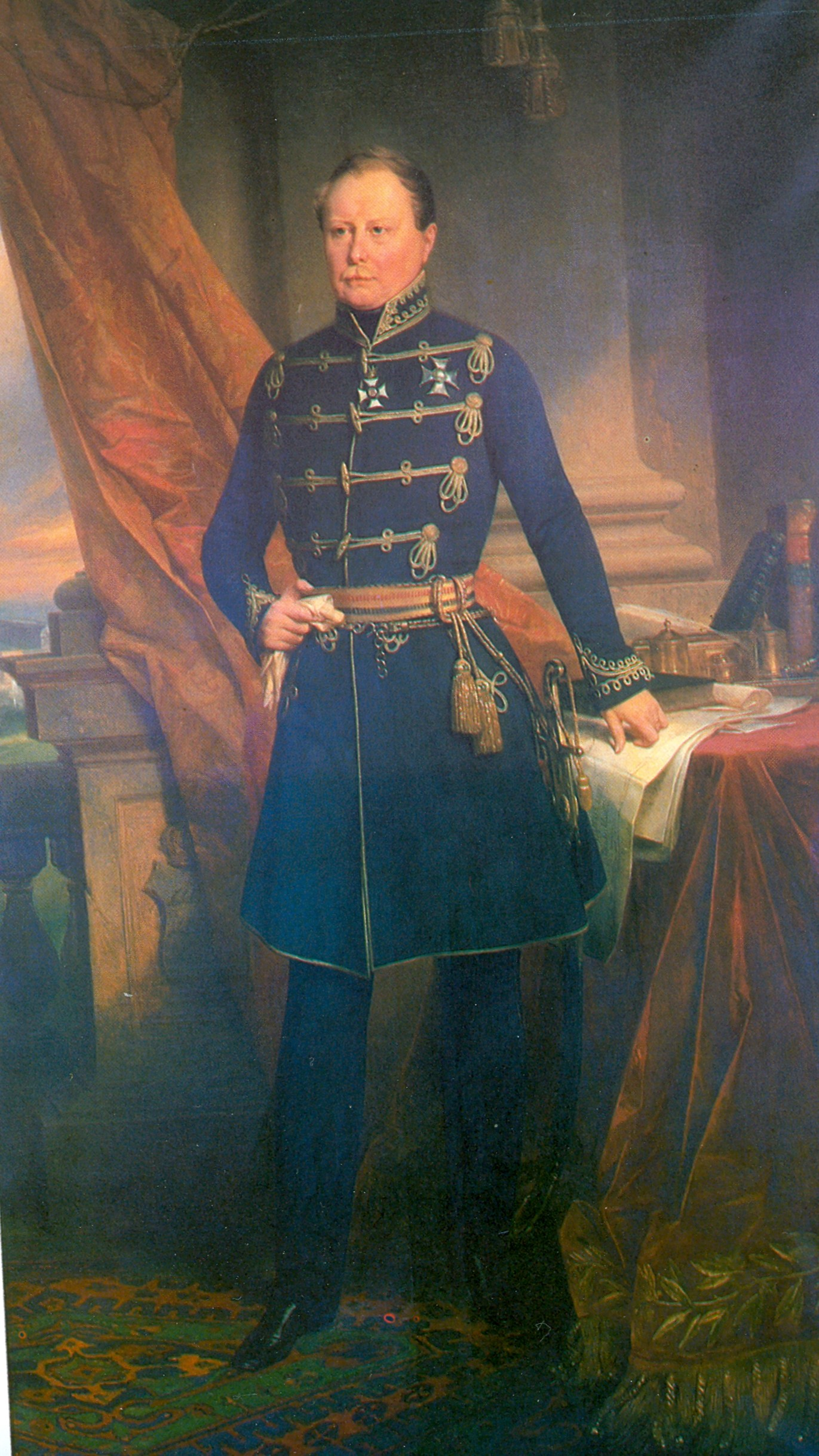
König Wilhelm I. von Württemberg im Jahr 1827

Im Jahr 1815 berief Friedrich I., der unter der Oberhoheit von Napoleon Bonaparte den Königstitel angenommen hatte, eine allgemeine Ständeversammlung ein, um ihr den Entwurf einer neuen Verfassung vorzulegen. Nun kam es zu einem jahrelangen Ringen um die Bestimmungen dieses württembergischen Grundgesetzes, da die Abgeordneten an den alten Regeln festhalten wollten. In dieser erbitterten Auseinandersetzung wurde Ludwig Uhland am 26. Juli 1815 führender Sprecher der Landstände. Für die Sache des „Alten Rechts“ verfasste er eine Reihe von Gedichten, in denen er die Grundsätze einer Verfassung im Sinn der Landstände darlegte. Da seine Verse bei vielen Versammlungen vorgetragen wurden, wuchs seine Beliebtheit noch weiter.
Erst unter dem neuen König Wilhelm I. wurden die Beratungen über die Verfassung 1819 mit einem Kompromiss abgeschlossen. Auch Uhland musste schließlich zugeben, dass in ihr viel Gutes enthalten sei: Steuerbewilligung durch den Landtag sowie Mitwirkung an der Gesetzgebung, Einrichtung eines Staatsgerichtshofs zum Schutz der Verfassung, volle Pressefreiheit. Nicht gutheißen konnte er die Teilung des Landtags in zwei Häuser, die Einrichtung einer Adelskammer neben der herkömmlichen Volkskammer. Die feierliche Verkündigung des Grundgesetzes wurde am 29. Oktober 1819 in Stuttgart mit der Aufführung von Uhlands Drama Ernst, Herzog von Schwaben begangen.
Bereits im Mai 1817 hatte der Jurist sein Arbeitsverhältnis aufgelöst: Ihm wurde die Bezahlung nach wie vor verweigert, dazu fühlte er sich nicht wohl in einer Stellung, in der er dem Staat zuarbeiten sollte. Er beschloss nun, freier Anwalt in Stuttgart zu werden. Aber auch hier verdiente er nicht viel, weil er mit seiner schüchternen, wortkargen Art kaum in der Lage war, seine Mandanten vor Gericht erfolgreich zu vertreten. So ist es kein Zufall, dass er in vielen seiner Fälle als Armen- und Pflichtverteidiger auftrat. In dieser Zeit befand er sich in akuter Geldnot.

### Heirat und Tätigkeit im Landtag
Ende 1819 war Uhland ohne besonderes Zutun wieder in den Landtag gewählt worden. Einen Tag nach dessen Eröffnung verlobte sich Uhland am 16. Januar 1820 mit Emilie Auguste Vischer und ließ sich am 29. Mai desselben Jahres mit ihr in der Stuttgarter Hospitalkirche trauen.
Emilie Vischer (1799–1881) war die Tochter von Johann Martin Vischer (1751–1801), einem wohlhabenden Kaufmann aus Calw, und seiner Ehefrau Friederike Auguste Emilie geb. Feuerlein (1776–1816). Ihr Geburtshaus ist das Palais Vischer in Calw, erbaut nach den Plänen ihres Großonkels Reinhard Ferdinand Heinrich Fischer. Sie war eine Cousine von Friedrich Theodor Vischer. Ihr Großvater Carl Friedrich Feuerlein war Geheimer Kabinettssekretär in Diensten des Herzogs Carl Eugen von Württemberg gewesen. Mit ihrer verwitweten Mutter kam sie von Calw nach Stuttgart ins Haus ihrer Großvaters Feuerlein und zum Stiefvater Ferdinand von Pistorius. Emilie Uhland ermöglichte ihrem Mann später die Arbeit in finanzieller Unabhängigkeit und nahm Anteil an seinen Tätigkeiten. Nach seinem Tod schrieb sie die erste Biographie über ihn. Sie überlebte ihn um 19 Jahre und starb in Stuttgart. Die Ehe war kinderlos geblieben.
Zunächst führte die Hochzeitsreise das junge Paar in die Schweiz, wo Uhland sein Wissen über mittelalterliche Handschriften in der Zürcher Bibliothek erweiterte. Bei anderer Gelegenheit unternahmen die beiden zusammen eine ausgedehnte Schwarzwaldreise. Hier mag den Dichter die alte Klosterruine von Hirsau zu seinem (erst 1829 niedergeschriebenen) „Ulmenbaum“ angeregt haben.
Uhland gehörte bis 1826 dem württembergischen Landtag an. Er verfuhr wie in allen Dingen auch hier äußerst gewissenhaft und fehlte während der gesamten Periode nur ein einziges Mal; selbst an seinem Hochzeitstag erschien er in der Kammer. Bald fand er allerdings, dass die Mehrheit der Abgeordneten den Vorhaben der Regierung allzu willig folge und dass in der Bevölkerung das Interesse an den politischen Vorgängen deutlich zurückgehe. Er selber hielt sich im Allgemeinen zur Opposition und wünschte eine wirksamere Kontrolle der Regierungstätigkeit, ohne damit durchzudringen. So zog er sich am Ende der Amtsperiode aus dem Landtag zurück, um sich wieder ganz seinen wissenschaftlichen Studien zu widmen.

### Tübingen: Professor und Landtagsabgeordneter

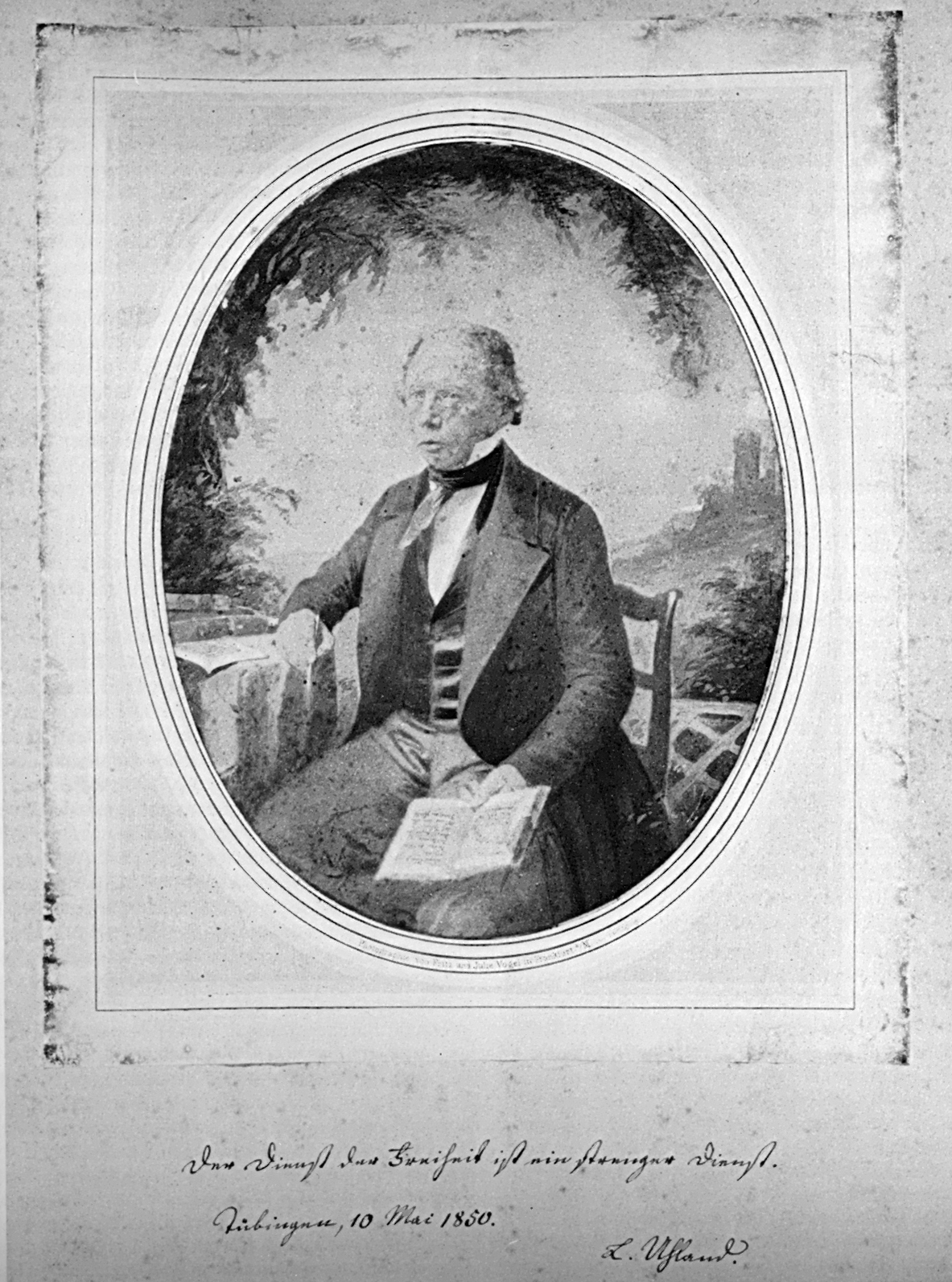
Ludwig Uhland fotografiert in Frankfurt am Main, Kalotypie von Fritz und Julie Vogel, 1846

Uhlands Bemühen um einen Lehrstuhl hatte erst Ende 1829 Erfolg. Er wurde zum Professor für deutsche Sprache und Literatur an der Universität Tübingen ernannt. Das Ehepaar Uhland zog im April 1830 von Stuttgart nach Tübingen. Eine Anekdote besagt, dass er beim Auszug aus der Landeshauptstadt einen Lorbeerkranz bekommen habe, den er aber in einem Wald an einen Baum hängte, weil nach seinen Worten der Natur diese Ehrung eher zukomme als ihm.
Am 3. Mai 1830 hielt Uhland seine erste Vorlesung. Seine Studenten waren angetan von seiner Persönlichkeit. Sie spürten die Begeisterung, mit der er sich selbst für die von ihm vorgetragenen Themen interessierte. Uhland arbeitete intensiv auf dem noch jungen Gebiet der germanistischen Mediävistik (damals als „Altgermanistik“ bezeichnet) und trug zum Siegeszug dieser Disziplin bei. Dies führte zu einem intensiven Austausch mit dem gleichgesinnten Joseph von Laßberg, über den er auch dessen Schwägerin, der Dichterin Annette von Droste-Hülshoff, begegnete.
Als eine Abordnung von Stuttgarter Bürgern bei ihm vorsprach, ließ sich der Philologe 1832 dazu bewegen, erneut für den Landtag zu kandidieren. Ohne eigenen Wahlkampf wurde er mit Zweidrittelmehrheit gewählt. Nach schweren Konflikten zwischen Landtag und Regierung entzog diese den Landesbeamten den bisher gewährten Urlaub für die Kammersitzungen. Damit befand sich Uhland im Dilemma, er musste zwischen seiner Professur und dem Abgeordnetenamt wählen. Gegen seine innere Neigung entschied er sich dafür, im Landtag auszuharren, weil er sich nicht politisch erpressen lassen wollte. So ging ihm die geliebte Tätigkeit an der Tübinger Hochschule verloren.
Bis 1838 war Uhland Abgeordneter des Landtags. Wieder befand er sich auf der Seite der liberalen Minderheit, die ihre Reformvorschläge nicht durchbringen und deswegen politisch nicht viel bewirken konnte. Uhland sprach sich stets für große Sparsamkeit aus und wollte insbesondere die Militärausgaben deutlich reduzieren. Regelmäßig stimmte er gegen die Haushaltsvorlagen der Regierung. Es ist fraglich, ob seine Tätigkeit als Professor ihm nicht größeren öffentlichen Einfluss ermöglicht hätte. Im Landtag ergriff er selten das Wort, dann allerdings häufig zu grundsätzlichen Äußerungen. Als ein adliger, sehr frommer Abgeordneter einmal vorschlug, vor Beginn jeder Sitzung der Ständekammer zu beten, erhob er sich mit Würde und sagte: „Ich meine, dass es Gott genehmer sein wird, wenn wir in unserem Kämmerlein statt in der Kammer beten.“ Eine solche Schlagfertigkeit entsprach eigentlich nicht seiner sonstigen Wortkargheit. In dieser Hinsicht hatte seine Frau vermutlich unter dem Ehegatten zu leiden. Entgegen der Aussage, dass jedes Ding zwei Seiten habe, meinte sie einmal, sie kenne eine Sache, die stets nur eine Seite habe, nämlich die Briefe ihres Ludwigs.

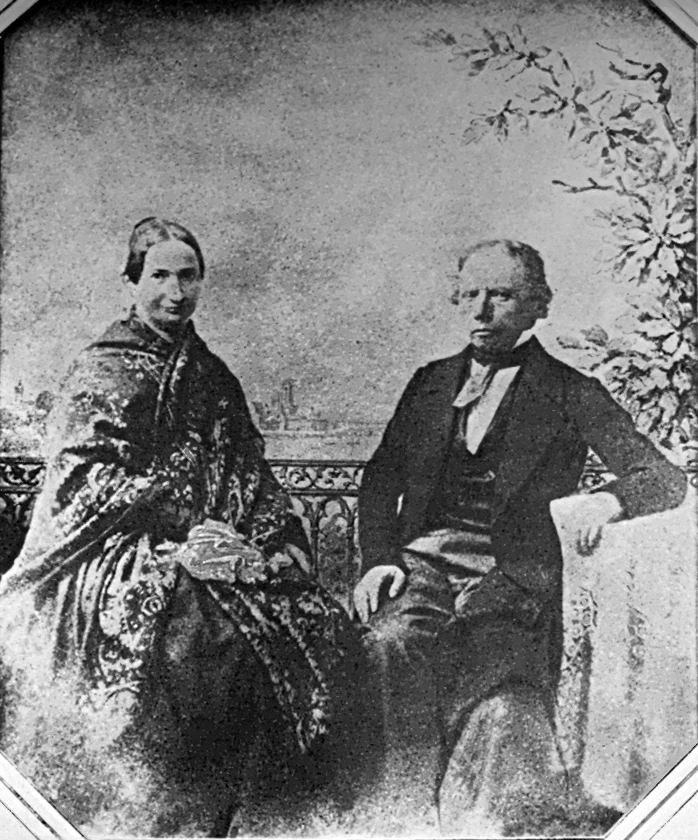
Ludwig und Emilie Uhland auf einer Kalotypie von 1846

In diesen Jahren nahm das kinderlose Paar Uhland einen Neffen und den Sohn eines verstorbenen Freundes bei sich auf. Um der vergrößerten Familie ein bequemes häusliches Leben zu ermöglichen, wurde ein Haus in Tübingen in der Gartenstraße gegenüber der Neckarbrücke erworben; das Grundstück umfasste auch einen großen Obstgarten. Bald kam noch ein gesonderter Weingarten mit Häuschen hinzu. Hier arbeitete Uhland im Sommer in der frischen Luft an seinen Sammlungen und wissenschaftlichen Studien. Im Übrigen unternahmen die Eheleute zahlreiche Reisen durch ganz Deutschland und in die Nachbarländer. Die meisten Reisen dienten der wissenschaftlichen Forschung und der Sammlung von Quellen sowie der Begegnung mit bedeutenden Autoren. Stets hatte Uhland dadurch die Chance, in wissenschaftlichen Bibliotheken seine Studien über ihm unbekannte Handschriften zu betreiben. Als Uhland 1838 aus dem politischen Betrieb ausschied, arbeitete er als Privatlehrer.
So zurückhaltend wie als Privatperson verhielt Uhland sich auch bei den Veröffentlichungen seiner altgermanistischen Untersuchungen. Die meisten seiner Schriften schienen ihm noch nicht reif für den Druck zu sein. Er zögerte und zögerte, bis andere, etwa Wilhelm Grimm oder Karl Lachmann, ihm zuvorkamen, und nahm so einen großen Teil der Wirkung, die er bei beherzterem Herangehen hätte ausüben können. Als nach seinem Tod der Nachlass veröffentlicht wurde, war vieles schon überholt.

### Abgeordneter im deutschen Nationalparlament

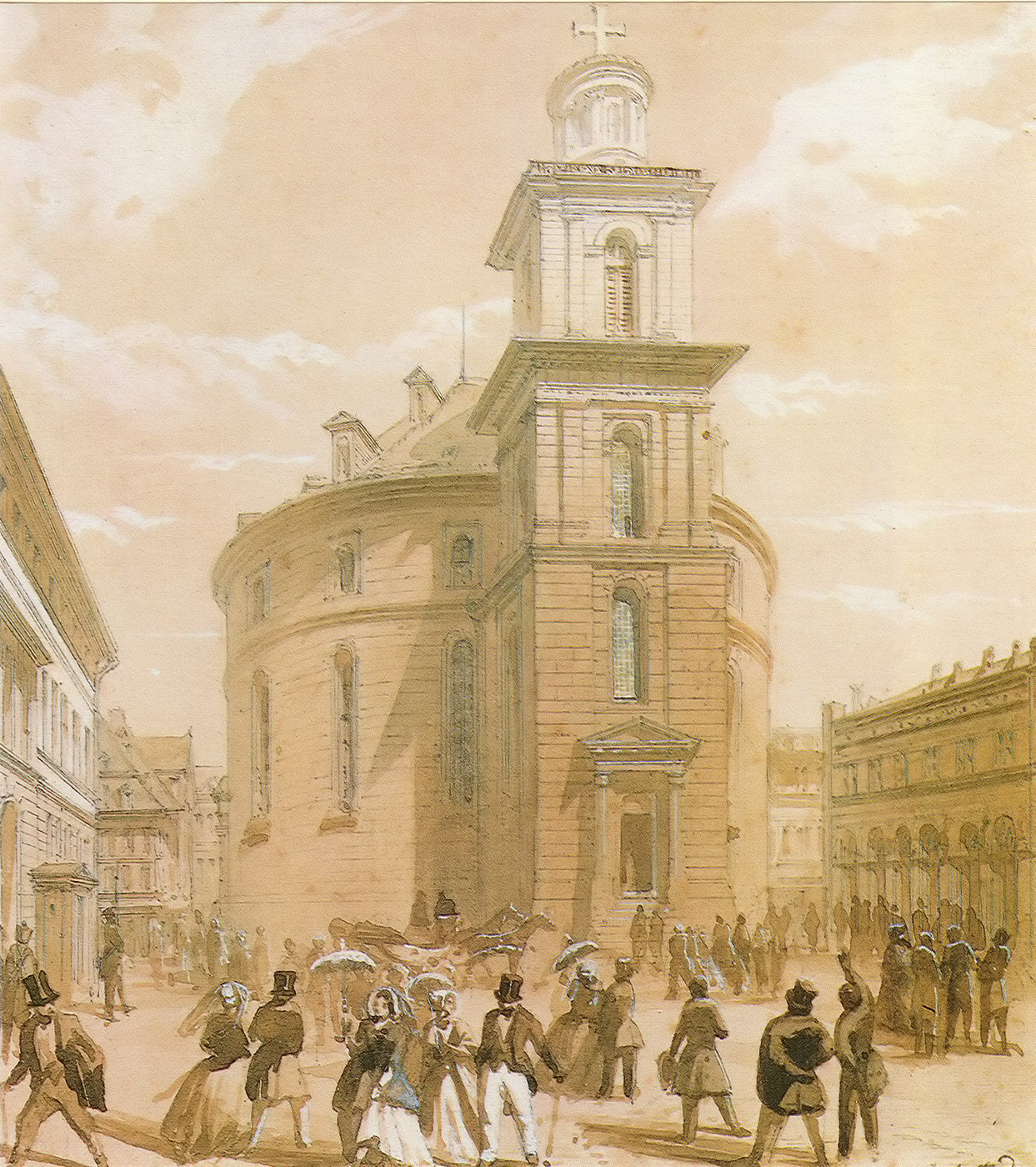
Die Frankfurter Paulskirche im Jahr 1848, als sie Tagungsort des Vorparlaments und der Nationalversammlung war, Aquarell von Jean Nicolas Ventadour.1848

Nach zehn Jahren eines zurückgezogenen Forscherlebens trat Uhland noch einmal auf die politische Bühne. Im Revolutionsjahr 1848 war er Mitglied des Vorparlaments und wurde von den Bürgern seiner Heimatstadt Tübingen mit mehr als neunzig Prozent der Stimmen zum Abgeordneten der Nationalversammlung, die ihren Sitz in der Frankfurter Paulskirche hatte, gewählt. Dort hielt er im Allgemeinen zu den Linken, den Demokraten, schloss sich aber keiner Fraktion an. Während der Beratungen über eine Reichsverfassung blieb er meist schweigsam, meldete sich nur gelegentlich mit kurzen Beiträgen zu Wort und hielt sich gewöhnlich in der Rolle des Einzelgängers.
Uhland meinte, dass das Gelingen des großen Werks, die Schaffung eines deutschen Nationalstaats auf demokratischer Grundlage, letztlich eine Machtfrage war. Eine Verständigung mit den Fürsten erschien ihm als Schwächung der Position des Parlaments. Um eine Gegenmacht zu schaffen, befürwortete Uhland die Volksbewaffnung. Im Übrigen sprach er sich für die Abschaffung des Adels aus.
Nur zweimal hielt der Tübinger Abgeordnete längere Reden. Das eine Mal ging es um die Zusammenfassung aller Deutschen einschließlich Deutschösterreichs in gemeinsamen Grenzen. An diesem großdeutschen Gedanken hielt er auch fest, nachdem die Habsburger die Revolution in Österreich niedergeschlagen hatten. Die Donaumonarchie wollte zwar einen Fuß in Deutschland behalten, aber Deutschösterreich sollte nicht in einem deutschen Nationalstaat aufgehen. So war es fast zwangsläufig, dass die Mehrheit in der Paulskirche schließlich (gegen Uhland) für die kleindeutsche Lösung stimmte.
Um zumindest für eine spätere Zeit den Beitritt Deutschösterreichs offenzuhalten, sprach sich Uhland gegen die Schaffung einer Erbmonarchie aus, die unter den Gegebenheiten von 1849 auf eine preußische Dauerlösung hinauslaufen musste. Stattdessen schlug er vor, oberhalb der Fürsten, die weiterhin, wenn auch mit eingeschränkter Funktion, in ihrer Stellung bleiben sollten, ein gewähltes Reichsoberhaupt einzusetzen, gewissermaßen in der Tradition des alten deutschen Wahlkönigtums und damit von Uhlands Position als Verfechter des ‚guten alten Rechts‘ aus durchaus konsequent. Gegen die im 19. Jahrhundert im Vordringen befindliche Staatsform der konstitutionellen Erbmonarchie hatte eine solche Konstruktion bei den Beratungen in der Paulskirche freilich keine Chance.
Der preußische König Friedrich Wilhelm IV. lehnte allerdings die Kaiserkrone der Reichsverfassung ab. Die Nationalversammlung wurde von den großen Staaten rechtswidrig für beendet erklärt. Die meisten Abgeordneten verließen das Parlament daher. Die im sogenannten Rumpfparlament zurückbleibenden Demokraten riefen die Bevölkerung zu tätiger Aktion auf, um das Verfassungswerk doch noch in letzter Minute zu retten. Der Text dieses Aufrufs war von Uhland formuliert.
Am 30. Mai 1849 beschlossen die Abgeordneten, den „Rumpf“ von Frankfurt nach Stuttgart zu verlegen, um der südwestdeutschen Aufstandsbewegung näher zu sein. Als dort von der württembergischen Regierung der Sitzungssaal verschlossen wurde und die Delegierten in einem Zug durch die Stadt, mit Uhland an der Spitze, einen anderen Versammlungsort suchten, wurden sie am 18. Juni von Militär auseinandergetrieben. Das war das Ende von Uhlands politischer Betätigung. Jedoch übte der Tübinger auch später noch gelegentlich Kritik an politischen Vorgängen.

### Rückkehr nach Tübingen

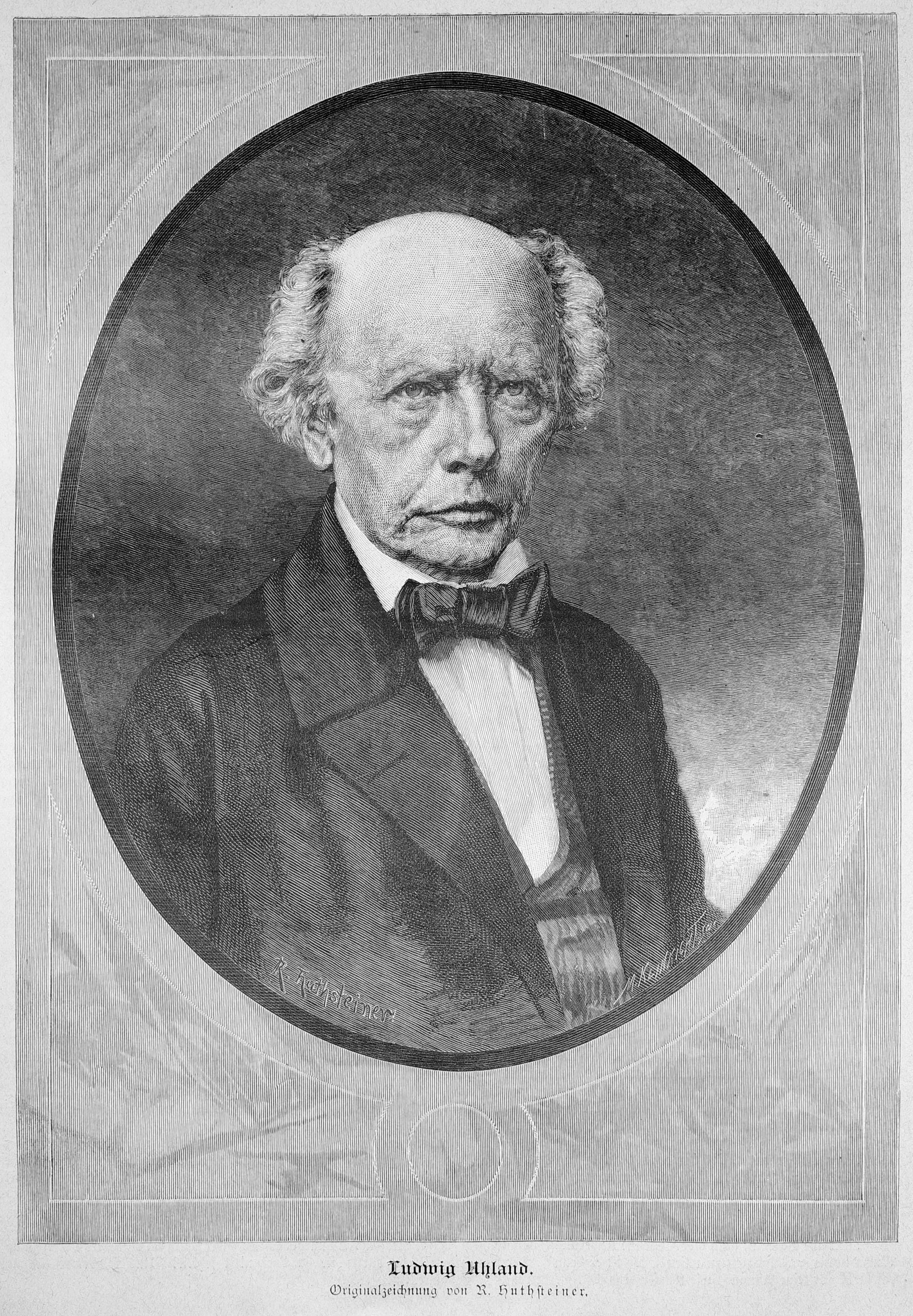
Ludwig Uhland auf einer Lithographie nach einer Zeichnung von Rudolf Huthsteiner, veröffentlicht in Die Gartenlaube, 1887

Uhland kehrte nach Tübingen zurück und wurde wieder als Privatgelehrter tätig. Er widmete sich erneut seinen wissenschaftlichen Studien, betrieb Sagenkunde und reiste. Auf Betreiben Alexander von Humboldts in Berlin sollte ihm der preußische Orden Pour le Mérite verliehen werden, den er jedoch ablehnte, ebenso wie den bayerischen Maximiliansorden für Wissenschaft und Kunst. Uhland zog sich nun mehr und mehr aus dem öffentlichen Leben zurück. Sein Freundeskreis lichtete sich. Mit fast 75 Jahren nahm er an der Beerdigung seines besten Freundes Justinus Kerner teil, der am 22. Februar 1862 in Weinsberg gestorben war. An dem eisigen Wintertag zog er sich eine Erkältung zu, von der er sich nicht mehr erholen sollte.

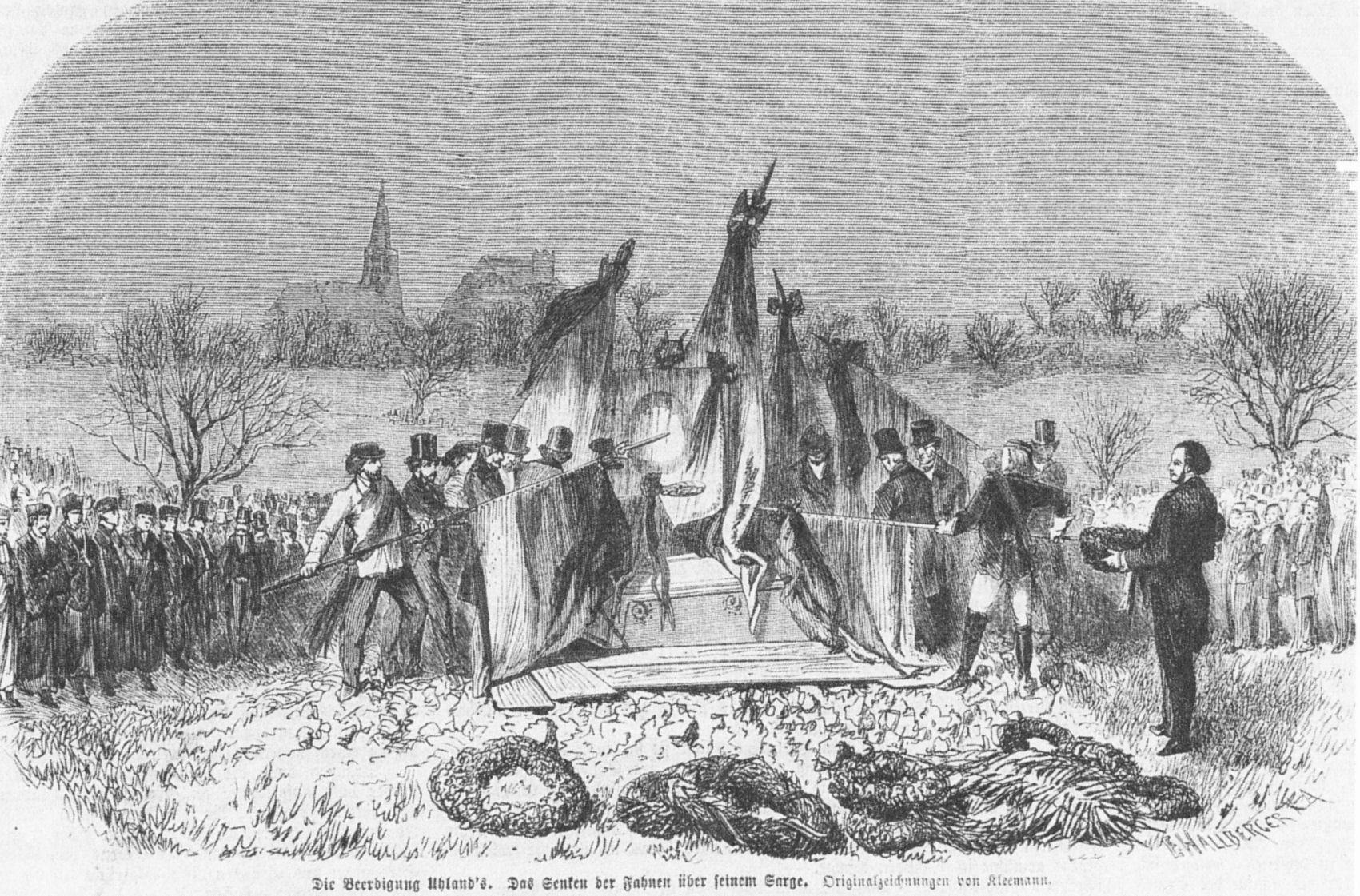
Beerdigung Ludwig Uhlands auf dem Tübinger Stadtfriedhof, Das Senken der Fahnen über dem Sarge, Zeitgenössischer Holzstich

Am 26. April 1862 beging Uhland seinen 75. Geburtstag, der an zahlreichen Orten in ganz Deutschland gefeiert wurde, denn er stand bei vielen Deutschen als Ideal nationaler Einheit und Freiheit in hohem Ansehen. Überall im Land wurden Uhland-Linden und Uhland-Eichen gepflanzt. Noch in seinem letzten Lebensjahr wurde ihm das Ehrenband der Tübinger Burschenschaft Germania angetragen, welches er gerne annahm.
Uhlands Gedichtband, die Erstauflage war im Jahr 1815 erschienen, erreichte zu seinen Lebzeiten 42 Auflagen, die immer wieder erweitert wurden. Die Auflagen belegen Uhlands Beliebtheit und Popularität, wozu auch die zahlreichen Vertonungen seiner Lyrik von Komponisten wie Johannes Brahms, Max Bruch, Peter Cornelius, Heinrich von Herzogenberg, Conradin Kreutzer, Franz Liszt, Carl Loewe, Felix Mendelssohn Bartholdy, Josef Gabriel Rheinberger, Othmar Schoeck, Franz Schubert, Robert Schumann, Richard Strauss, Carl Friedrich Zelter und anderen beitrugen.
Im Sommer des Jahres suchte Uhland Stärkung im Solebad Jagstfeld, was ihm aber keine Besserung seines Leidens brachte.

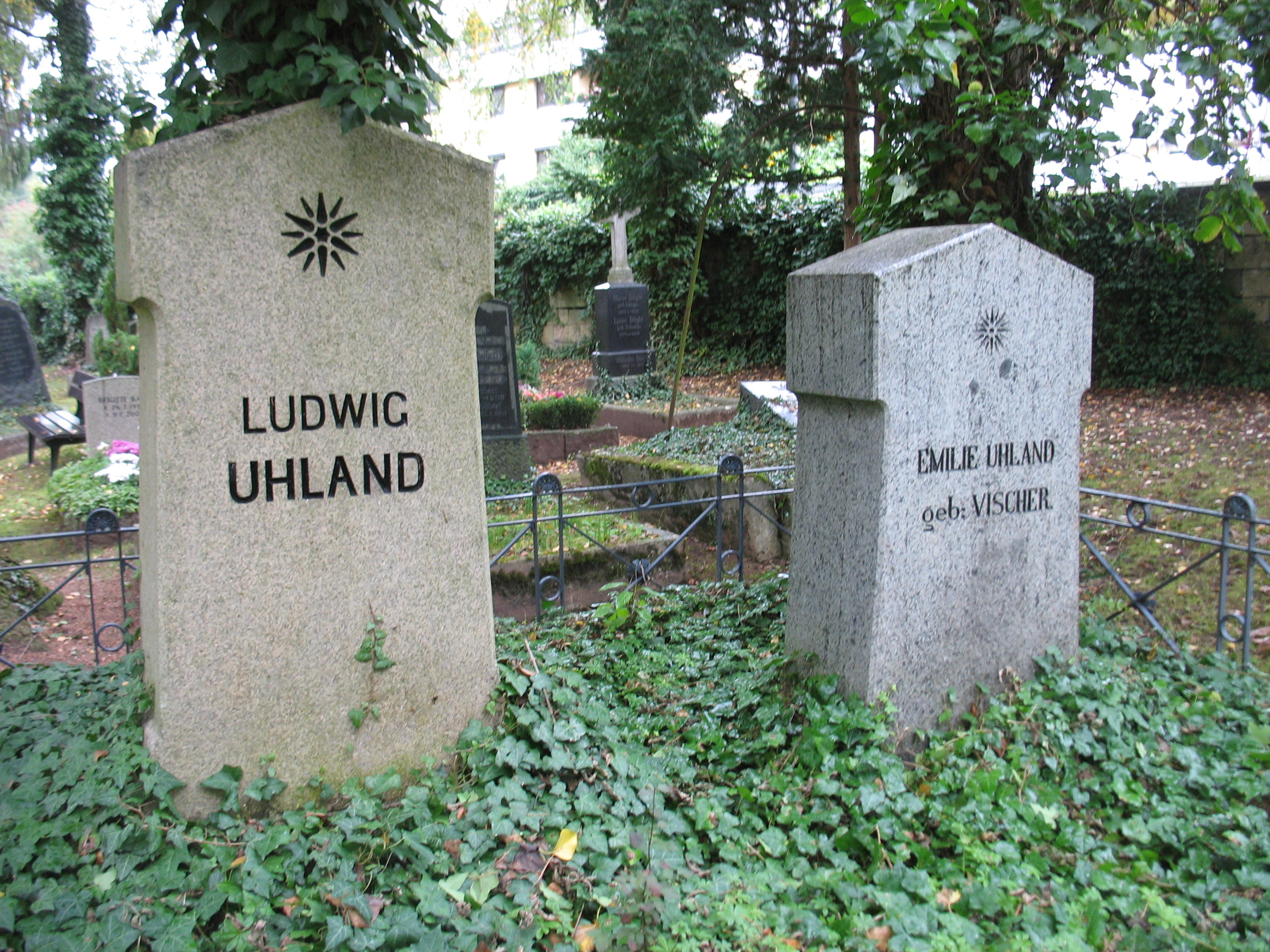
Grabstätte von Ludwig und Emilie Uhland auf dem Tübinger Stadtfriedhof, geschmückt mit den Grabmalen für das Ehepaar

Ludwig Uhland verstarb am 13. November 1862 im Alter von 75 Jahren und wurde auf dem Tübinger Stadtfriedhof beigesetzt. Ein klassisch schlicht behauener Granitblock, nur mit dem Namen Ludwig Uhlands und einer bekrönenden, in Stein gehauenen sternförmigen Rosette versehen, schmückt die Grabstätte des bedeutenden Dichters und Politikers. Ein ebensolcher Grabstein in zierlicherer Form wurde als Grabmal für seine Ehefrau, Emilie Auguste Uhland, geb. Vischer, die ihm zur Seite gebettet ruht, errichtet. Ludwig Uhlands Grabstätte liegt nahe der letzten Ruhestätte Friedrich Hölderlins.

### Studentenverbindung
Uhland war Mitglied der Burschenschaft Germania Tübingen. Als diese gemeinsam mit der Königsgesellschaft Roigel während der NS-Zeit in eine Kameradschaft überführt wurde, erhielt sie die Genehmigung, den Namen Kameradschaft Ludwig Uhland zu führen. Von ihm stammen die Lieder „Es zogen drei Burschen wohl über den Rhein“ und „Ich hatt’ einen Kameraden“, die Aufnahme in das Allgemeine Deutsche Kommersbuch und Österreichische Kommersbuch fanden.

## Nachleben

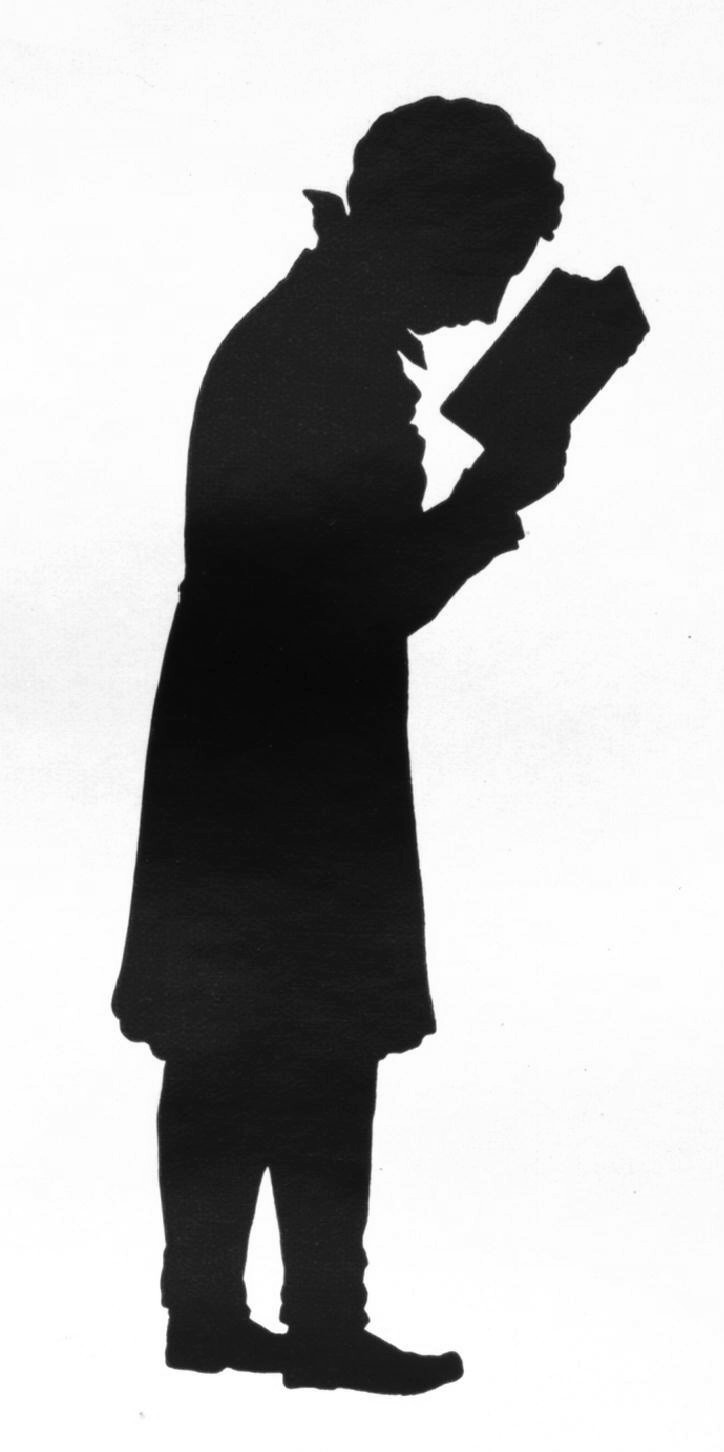
Ludwig Uhland als Advokat, Scherenschnitt 1817 von Luise Duttenhofer

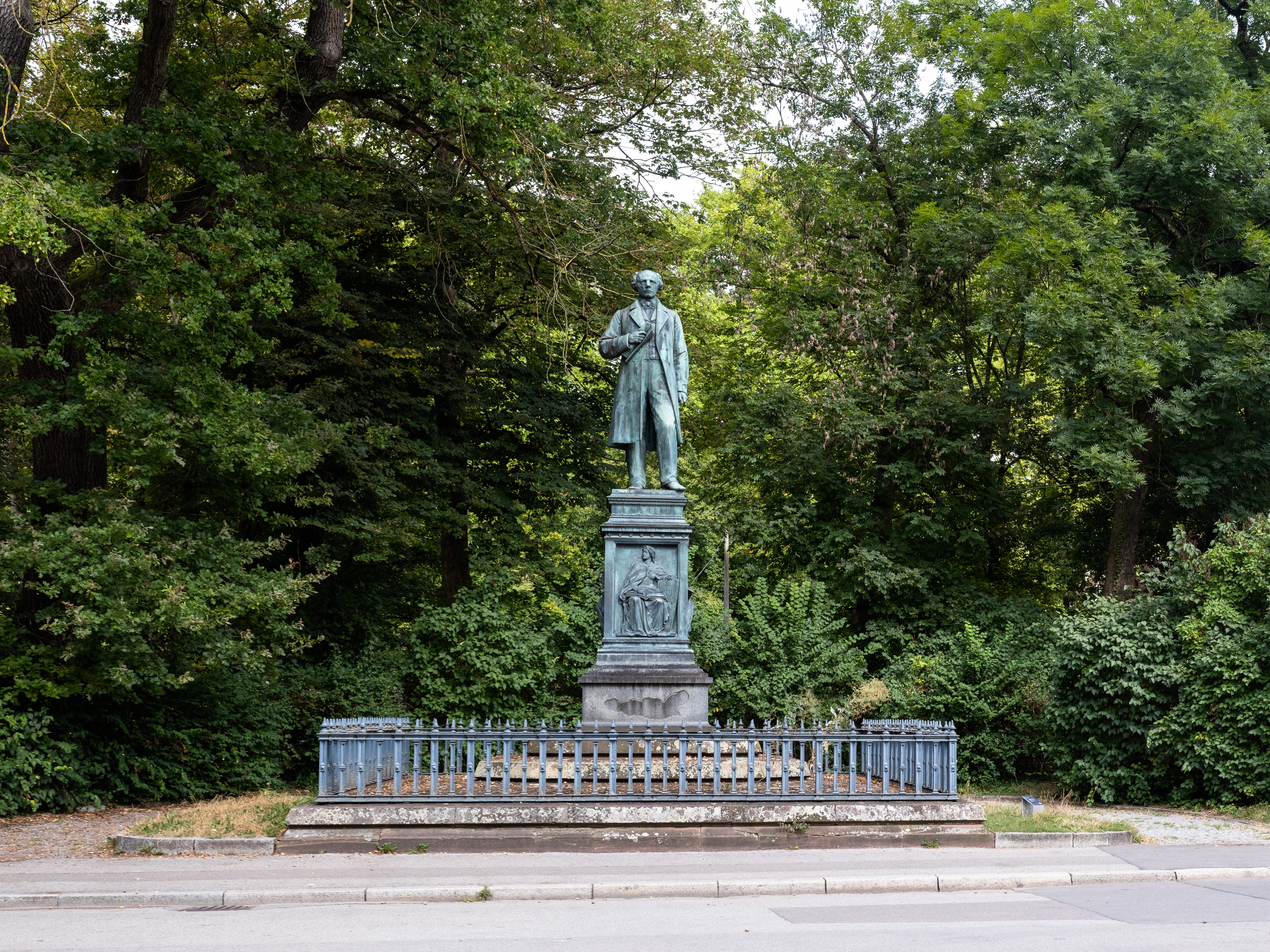
Uhland-Denkmal in Tübingen

Ein Teilnachlass Uhlands liegt im Deutschen Literaturarchiv Marbach. Einzelne Stücke sind in der Dauerausstellung des Schiller-Nationalmuseums in Marbach zu sehen. Seine Bibliothek, hauptsächlich über seine Sprachforschung, wurde von der Kaiserlichen Universitäts- und Landesbibliothek in Straßburg erworben.
Teile der Bibliothek wurden in der Buchhandlung Antiquariat J. J. Heckenhauer in Tübingen unter Carl August Sonnewald verkauft.
Das für Tübingen und für die württembergischen Demokraten bedeutsame Uhlanddenkmal, finanziert durch eine große überörtliche Spendenaktion, wurde am 14. Juli 1873 eingeweiht. Das Logo der in Tübingen ansässigen Osianderschen Buchhandlung basiert auf einem Scherenschnitt von Luise Duttenhofer, der Uhland darstellt. Außerdem gibt es in Tübingen das Uhland-Gymnasium, das Uhlandbad und an der Universität das Ludwig-Uhland-Institut für Empirische Kulturwissenschaft. Seit 1991 wird in Ludwigsburg der Ludwig-Uhland-Preis verliehen. In Stuttgart gibt es zu Ehren des Dichters die Uhlandshöhe.
Ende des 19. Jahrhunderts wurde die Ortschaft Uhland im US-amerikanischen Bundesstaat Texas nach Ludwig Uhland benannt. Der Asteroid (9052) Uhland, der 1991 von Freimut Börngen entdeckt wurde, ist nach dem Dichter benannt.
Deutschlandweit sind nach Uhland Straßen, Plätze und Schulen benannt. Dem Dichter gewidmete Straßen existieren ebenfalls in den USA (East Rutherford), Namibia (Windhoek), Österreich (Klagenfurt am Wörthersee, Graz) und in der Schweiz (Basel, Zürich).

## Werke (Auswahl)
Gedichte (1815) (Digitalisat und Volltext im Deutschen Textarchiv).
- Die Kapelle („Droben stehet die Kapelle …“), gemeint ist die Wurmlinger Kapelle.
- Der Wirtin Töchterlein.
- Frühlingsglaube („Die linden Lüfte sind erwacht …“).
- Der gute Kamerad („Ich hatt’ einen Kameraden …“), heute noch fester Bestandteil militärischer Beisetzungen.
- Einkehr („Bei einem Wirte wundermild …“).
- Freie Kunst (Gedicht).
- Schäfers Sonntagslied (Gedicht).
- Ulmenbaum (1829).
- Du kamst, du gingst mit leiser Spur, als Kirchenlied anlässlich des Todes eines kleinen Kindes, in: Evangelisches Gesangbuch, 679 (Württemberg).

Balladen:
- Die Rache.
- Des Sängers Fluch, vermutlich seine berühmteste Ballade; vertont von Robert Schumann (als Chorballade) sowie von der Neofolkband Falkenstein, der Mittelalterrock-Band In Extremo (als Spielmannsfluch) und der Metalband Equilibrium. Zur Entstehung.
- Der Schenk von Limpurg.
- Schwäbische Kunde („Als Kaiser Rotbart lobesam …“), bekannt vor allem durch das Zitat „Viel Steine gab’s und wenig Brot“ Text der Ballade.
- Das Schloß am Meere (Ballade).
- Das Glück von Edenhall (Ballade).

Dramen:
- Ernst, Herzog von Schwaben (Trauerspiel in fünf Aufzügen; 1817). Historischer Bezug Ernst II. (Schwaben).
- Ludwig der Baier (Schauspiel in fünf Aufzügen; 1819) urn:nbn:de:hbz:061:1-4062.

Wissenschaftliche Arbeiten:
- Walther von der Vogelweide, ein altdeutscher Dichter (Monografie, 1822).
- Der Mythus von Thôr nach nordischen Quellen (= Studien zur nordischen Mythologie, 1836).
- Sagenforschungen (1836).
- Das Stylisticum (hrsg. von Helmuth Mojem und Stefan Knödler, 2022).